# Benjamin Estil

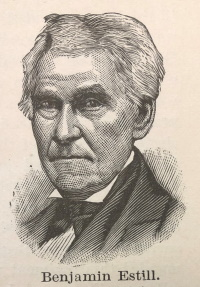
Benjamin Estil

Benjamin Estil (* 13. März 1780 in Hansonville, Russell County, Virginia; † 14. Juli 1853 im Oldham County, Kentucky) war ein US-amerikanischer Politiker. Zwischen 1825 und 1827 vertrat er den Bundesstaat Virginia im US-Repräsentantenhaus.

## Werdegang
Benjamin Estil erhielt eine akademische Ausbildung. Er studierte an der Washington Academy in Lexington, der späteren Washington and Lee University. Nach einem Jurastudium und seiner Zulassung als Rechtsanwalt begann er in Abingdon in diesem Beruf zu arbeiten. Außerdem wurde er für einige Zeit Staatsanwalt im Washington County. Gleichzeitig schlug er eine politische Laufbahn ein. Zwischen 1814 und 1817 saß er im Abgeordnetenhaus von Virginia. In den 1820er Jahren schloss er sich der Bewegung gegen den späteren Präsidenten Andrew Jackson an und wurde Mitglied der kurzlebigen National Republican Party.
Bei den Kongresswahlen des Jahres 1824 wurde Estil im 22. Wahlbezirk von Virginia in das US-Repräsentantenhaus in Washington, D.C. gewählt, wo er am 4. März 1825 die Nachfolge von Alexander Smyth antrat. Bis zum 3. März 1827 konnte er eine Legislaturperiode im Kongress absolvieren. Zwischen 1831 und 1852 war Benjamin Estil Richter im 15. Gerichtsbezirk von Virginia. Danach zog er sich in den Ruhestand zurück, den er auf einer Farm in Kentucky verbrachte, wo er am 14. Juli 1853 starb.